# اندی ویتفیلد
اندی ویتفیلد (به انگلیسی: Andy Whitfield) (زاده ۱۷ ژوئیه ۱۹۷۱ - درگذشته ۱۱ سپتامبر ۲۰۱۱) بازیگر و مدل اهل ولز بود.

## زندگی شخصی
اندی ویتفیلد در ۱۹۷۱ در ولز زاده شد و در سال ۱۹۹۹ به استرالیا مهاجرت می‌کند. ویتفیلد صاحب یک خواهر به اسم لورا و یک پسر و یک دختر است که حاصل ازدواج با وشتی همسرش است.

## فعالیت‌ها
اندی قبل از اینکه هنرپیشه بشود قبلاً به عنوان مهندس در یک شرکت مشغول به کار بود و بعدها با حضور در چند سریال استرالیایی به شهرت رسید و باعث شد در یک فیلم پرفروش و تحسین شده Gabriel نقش اول را بازی کند. اندی علاوه بر هنرپیشگی، مدل هم بوده‌است اما او به علت نقش آفرینی در سریال‌های پرطرفدار از قبیل پرستاران (مجموعه تلویزیونی) و اسپارتاکوس: خون و شن به شهرت رسید اما پس از سری اول اسپارتاکوس و به علت مبتلا شدن به سرطان غدد لنفاوی در محل فیلمبرداری سریال یعنی نیوزلند مدتی در بیمارستان تحت مراقبت بود و باعث شد تا ادامه فصل بعدی از این سریال شش ماه به تأخیر بیفتد و شش قسمت بعدی این سریال به نام خدایان میدان نبرد بدون حضور اندی به گذشته سری اول می‌پردازد.

## درگذشت
وی بر اثر ابتلا به بیماری سرطان خون در ۱۱ سپتامبر ۲۰۱۱ (  ۱۸ماه پس از تشخیص اولیه سرطان ) در بیمارستان سیدنی در گذشت.